# س. جاي يونغ
س. جاي يونغ (بالإنجليزية: C. J. Young)‏ هو لاعب هوكي الجليد أمريكي، ولد في 1968 في Waban, Massachusetts ‏ في الولايات المتحدة.

## وصلات خارجية
- س. جاي يونغ على موقع EliteProspects.com (الإنجليزية)
- س. جاي يونغ على موقع HockeyDB.com (الإنجليزية)
- س. جاي يونغ على موقع Hockey-Reference.com (الإنجليزية)
- س. جاي يونغ على موقع أوليمبيديا (الإنجليزية)